# Lenny Quiñones
Linnea Andrea "Lenny" Quiñones Sandland (San Diego, California, Estados Unidos, 17 de julio de 1980) es una exfutbolista mexicana nacida en Estados Unidos que jugó de portera.  

## Participaciones en Copas del Mundo
| Mundial                                 | Sede           | Resultado    | Partidos | Goles Recibidos |
| --------------------------------------- | -------------- | ------------ | -------- | --------------- |
| Copa Mundial Femenina de Fútbol de 1999 | Estados Unidos | Primera Fase | 3        | 15              |